# Kevin McCullar Jr.
Kevin Dewayne McCullar Jr. (San Antonio, Texas; 15 de marzo de 2001) es un baloncestista estadounidense que pertenece a la plantilla de los New York Knicks de la NBA, con un contrato dual que le permite además jugar con su filial en la G League, los Westchester Knicks. Con 1,98 metros de estatura, juega en la posición de escolta.

## Trayectoria deportiva

### Universidad
Jugó tres temporadas con los Red Raiders de la Universidad Tecnológica de Texas, en las que promedió 8,7 puntos, 4,5 rebotes, 1,9 asistencias y 1,4 robos de balón por partido.
El 27 de abril de 2022, ingresó al portal de transferencias de la NCAA y al mismo tiempo se declaró elegible para el draft de la NBA de 2022, pero mantuvo su elegibilidad universitaria. El 19 de mayo anunció que había sido transferido a los Jayhawks de la Universidad de Kansas, domde jugó dos temporadas más, en las que promedió 14,0 puntos, 6,6 rebotes y 3,1 asistencias por partido, siendo incluido en el mejor quinteto de la Big 12 Conference y en el tercer equipo All-American por la NABC.

#### Estadísticas
| Año     | Equipo     | PJ       | PT       | MPP      | %TC      | %3P      | %TL      | RPP      | APP      | ROB      | TPP      | PPP      |
| ------- | ---------- | -------- | -------- | -------- | -------- | -------- | -------- | -------- | -------- | -------- | -------- | -------- |
| 2018–19 | Texas Tech | Redshirt | Redshirt | Redshirt | Redshirt | Redshirt | Redshirt | Redshirt | Redshirt | Redshirt | Redshirt | Redshirt |
| 2019–20 | Texas Tech | 29       | 6        | 18.6     | .512     | .286     | .725     | 3.2      | .7       | 1.2      | .3       | 6.0      |
| 2020–21 | Texas Tech | 20       | 19       | 30.4     | .416     | .283     | .704     | 6.3      | 2.1      | 1.7      | .8       | 10.4     |
| 2021–22 | Texas Tech | 29       | 24       | 29.9     | .402     | .311     | .725     | 4.6      | 3.1      | 1.4      | .2       | 10.1     |
| 2022–23 | Kansas     | 34       | 33       | 30.6     | .444     | .296     | .761     | 7.0      | 2.4      | 2.0      | .7       | 10.7     |
| 2023–24 | Kansas     | 26       | 26       | 34.2     | .454     | .333     | .805     | 6.0      | 4.1      | 1.5      | .4       | 18.3     |
| Total   | Total      | 138      | 108      | 28.6     | .441     | .309     | .756     | 5.4      | 2.4      | 1.6      | .5       | 11.0     |

### Profesional
El 27 de junio fue elegido en la quincuagésimo sexta posición del Draft de la NBA de 2024 por los Phoenix Suns, sin embargo fue traspasado esa misma noche a los New York Knicks. El 5 de agosto firmó un contrato dual con los Knicks.

## Estadísticas de su carrera en la NBA

### Temporada regular
| Año     | Equipo   | PJ | PT | MPP | %TC  | %3P  | %TL   | RPP | APP | ROB | TPP | PPP |
| ------- | -------- | -- | -- | --- | ---- | ---- | ----- | --- | --- | --- | --- | --- |
| 2024-25 | New York | 4  | 0  | 7.3 | .286 | .000 | 1.000 | 2.0 | .5  | .3  | .3  | 1.5 |
| Total   | Total    | 4  | 0  | 7.3 | .286 | .000 | 1.000 | 2.0 | .5  | .3  | .3  | 1.5 |